# Музей Родена
Музей Родена (фр. Musée Rodin) — музей искусств во Франции, представляющий собой крупнейшее собрание работ французского скульптора Огюста Родена. Открыт в 1919 году. Он имеет два отделения: отель Biron и окружающие его территории и недалеко от Парижа в старом доме Родена, Вилла де Брилантс в Медоне. Коллекция включает 6 600 скульптур, 8000 рисунков, 8 000 старых фотографий и 7 000 предметов искусства. Ежегодно музей принимает 700 000 посетителей. Музей Родена содержит большинство значительных творений художника, в том числе «Мыслитель», «Поцелуй» и «Врата ада». Многие его скульптуры представлены в обширном саду музея. В музее есть комната, посвященная работам Камиллы Клодель.
Музей находится на рю де Варенн в 7 округе Парижа, во дворце Биронов (hôtel particulier), построенном в 1727—1732 годах архитектором Жаком-Анж Габриелем для финансиста Абрахама Пейрен де Мора. Позднее владельцем особняка стал маршал Бирон, имя которого закрепилось за этим зданием. Будучи страстным любителем цветов, он приказал разбить большой сад, где посадил множество тюльпанов.

## История
Живя на Вилле де Бриланц, Роден использовал свой дом в Бироне в качестве мастерской. Впоследствии пожертвовал всю свою коллекцию скульптур (наряду с картинами Винсента Ван Гога, Клода Моне и Пьера-Огюста Ренуара, которые он приобрел) французскому государству при условии, что они превратят здания в музей, посвященный его работам.
В начале XX века особняк перешёл в собственность государства, сдавшего его в аренду художникам и артистам. С 1904 года в здании проживали различные художники, в том числе и О. Роден (в 1908—1917 годах). Здесь можно было встретить натурщика  Анри Матисса, Жана Кокто, Айседору Дункан - любовь поэта Есенина, Райнер Мария Рильке, немецкого поэта, служившего несколько ранее секретарем Родена и открывшего для него поместье. Он оставил прекрасную книгу о творчестве маэстро. Вот как поэт, видевший будни уже признанного ваятеля, писал о нём: «Когда-нибудь поймут, отчего этот великий художник стал таким великим: оттого, что он был тружеником и хотел только одного — целиком всеми своими силами вникнуть в неизменное и жесткое бытие своего мастерства. В этом было своего рода отречение от жизни, но как раз этим терпением он победил: его мастерство овладело миром».
Благодаря влиянию Родена дворец был сохранён от сноса, и в 1916 году было принято решение собирать здесь работы Родена, а также связанные с его жизнью и творчеством документы. Скульптор прожил в особняке до своей смерти в 1917 году и не увидел открытия музея, которое состоялось спустя два года.
Сегодня здесь и в доме в Медоне (там в 1895 году Роден купил виллу в стиле Луи XIII, в её саду он и похоронен вместе со спутницей жизни Розой Бёре) располагается коллекция.

## Коллекция
Музей — самое крупное и представительное собрание работ Родена, а также картин, скульптур, документов и книг, связанных с его жизнью. В помещениях выставлено множество статуй и фигур разной степени готовности: от гипсовых форм до завершенных бронзовых или мраморных статуй. Показаны всевозможные варианты, замыслы и эскизы маэстро. В музее собраны более 6600 скульптур, 8000 фотографий и 7000 других произведений искусства. Ежегодно особняк посещает более 700 тысяч туристов.

### Скульптуры
Скульптуры Родена — это работа художника, который решил игнорировать нормы своего времени. В его работах наблюдается отсутствие искусственности, подобно наготе Мыслителя, Адама и Евы, которые гарантируют безвременность работ Родена. Кроме многочисленных работ самого Родена (в том числе его «Мыслителя»), в музее также хранятся скульптурные произведения возлюбленной Родена — Камиллы Клодель («Волна», «Вальс», бюсты её брата Поля Клоделя и самого Родена).

### Рисунки
Графическая коллекция в Музее Родена содержит около 7000 рисунков. Они могут быть связаны с разными стилями и периодами: наблюдение за пейзажами, фантастическими работами, вдохновленными Данте или Бодлером, многочисленными эротическими ню или даже портретами.

### Фотография
Музей Родена содержит огромную коллекцию из 25 000 фотографий. Среди них 7 000 экземпляров были собраны самим Роденом. Художник действительно проявил большой интерес к этой науке и искусству, он сотрудничал со многими фотографами, такими как Эжен Дрю, Жак-Эрнест Буллоз, Адольф Браун или Эдвард Штайнхен.

### Роден коллекционер
В течение двадцати последних лет своей жизни, Роден начал собирать древние произведения искусства из Египта, Греции и Рима, затем позже с Дальнего Востока. По мере того как слава Родена росла, полученные им деньги позволили ему продолжить собирать свою коллекцию. В итоге к 1917 году коллекция насчитывала более 6 000 работ. Благодаря серии обменов, проведенных с его друзьями-художниками, Родену принадлежали произведения искусства от Жюля Далоу, Александра Фальгиера или Жана-Поля Лоренса. Он также сделал важные покупки: три картины Ван Гога, одну Ренуара и Моне. В помещении псевдоготической часовни, оставшейся от бывшего монастыря, экспонируются произведения греческого, римского и египетского искусства, собранные Роденом. Каждое лето здесь устраиваются выставки современного искусства.
В музейном комплексе есть зал документального кино, сувенирная лавка и библиотека.

## Кинематограф
- Бум 2 (1982) реж. Клод Пиното
- Полночь в Париже (2011) реж. Вуди Аллен